# Henri-Marie-Joseph Aymes
Henri-Marie-Joseph Aymes, francoski general, * 1882, † 1964.